# Стартап
Старта́п (англ. startup), старта́п-компа́нія — нещодавно створена компанія (можливо, ще не зареєстрована офіційно, але планує стати офіційною), що будує свій бізнес на основі інновацій або інноваційних технологій, не вийшла на ринок або почала на нього виходити і що володіє обмеженими ресурсами. Часто стартап-компанії називають «гаражними».
Інновації, на основі яких будують свій бізнес стартапи, можуть бути як глобальними (тобто бути інноваціями у всьому світі), так і локальними (тобто, бути інновацією в окремо взятій країні, але при цьому в інших країнах ця технологія вже не є інноваційною).

## Поняття
Вперше термін «стартап» почав використовуватися Forbes у серпні 1976 року і Business Week у вересні 1977 року для компаній з короткою історією діяльності. Поняття закріпилося в 1990-ті роки і широко розповсюдилось під час бульбашки доткомів.
Творець методики розвитку клієнтів (англ. Customer development) американський підприємець Стів Бланк визначив стартапи як тимчасові структури, що існують для пошуку бізнес-моделі.
Автор книги «Ощадливий стартап» та ідеолог ітеративного підходу в підприємництві Ерік Ріс зазначає, що стартапом може бути названа організація, що створює новий продукт або послугу в умовах високої невизначеності.
Підприємець, венчурний капіталіст і есеїст, засновник бізнес-акселератора Y Combinator Пол Грем вважає швидке зростання головною характеристикою стартапів (4-7 % на тиждень за ключовим показником).
Його думку повторює також співзасновник PayPal, перший інвестор Facebook, автор книги Від нуля до одиниці, Пітер Тіль.
Формальними критеріями для учасників рейтингів стартапів зазвичай виступають вік компанії, кількість співробітників, прибуток та її зростання, наукомісткий характер продукту, контроль засновників над компанією й оцінка потенціалу компанії експертним журі.
Однак, Пол Грем стверджує, що наявність технологічної інновації та венчурного фінансування не має значення, а малий вік не робить компанію стартапом.
Деякі стартапери розглядають стартапи як культурний феномен — спільні цінності всіх членів команди і відчуття значущості вкладу кожного співробітника. Вони стверджують, що збереження цієї культури дозволяє вважати команду стартапом незалежно від розміру та контролю засновників над компанією.

## Стадії розвитку
Універсального підходу до опису розвитку стартапів не існує. Найчастіше згадують скорочену класифікацію стадій розвитку стартапів, згідно з якою стартап проходить в своєму розвиткові 5 стадій: посівну стадію (seed stage), стадію запуску (startup stage), стадію зростання (growth stage), стадію розширення (expansion stage) і стадію «виходу» (exit stage).
Іноді застосовують і розширенішу класифікацію стадій розвитку стартапа:

### Передстартапна стадія (Pre-startup stage)
- Передпосівна стадія (pre-seed stage)
- Посівна стадія (seed stage)
- Прототип (prototype)
- Робочий прототип (working prototype)
- Альфа-версія проєкту або продукту (alpha)
- Закрита бета-версія проєкту або продукту (private beta)
- Публічна бета-версія проєкту або продукту (public beta)

### Запуск проєкту
Запуск проєкту в користування або продукту в виробництво. Робота з першими клієнтами.

### Постстартапна стадія (Post-startup stage)
- Стадія зростання (growth stage)
- Стадія розширення (expansion stage)
- Стадія «виходу» (exit stage)

RE-IPO stage (при виході через проведення IPO).

## Фінансування
Наявна практика венчурних інвестицій передбачає кілька етапів фінансування стартапів, на кожному з яких компанія залучає достатньо коштів для підтримки зростання і досягнення наступного раунду інвестицій. Оскільки інвестор отримує дохід від збільшення вартості його частки в капіталі компанії, передбачається кратне зростання компанії між інвестиційними раундами, що робить стартап привабливим для нового інвестора.
Більшість підходів до опису етапів фінансування, з деякими варіаціями, аналогічні представленим в есе Пола Грема «Як профінансувати стартап»:
- Посівні інвестиції — перший етап залучення коштів, на якому інвесторами найчастіше виступають засновники стартапу, їхні родичі або друзі. В англійській мові закріпилося скорочення 3F, яке описує перших інвесторів більшості стартапів — friends, family and fools (з англ. — «друзі, родина і дурні»). Початкові кошти покривають витрати команди на проживання, розробку бізнес-плану і прототипу майбутнього продукту. У виняткових випадках посівним інвестором виступає венчурний фонд — а сума інвестицій збільшується на порядок.
- Ангельські інвестиції надають приватні інвестори, зацікавлені в участі в розвитку компаній. Вхідний в капітал компанії бізнес-ангел зазвичай отримує місце в раді директорів і можливість блокувати рішення засновників, які вважатиме нерозумними. На цьому етапі стартап отримує можливість розширити штат, закінчити роботу над першою версією продукту, залучити перших клієнтів — «ранніх послідовників».
- Раунд «А» — залучення коштів венчурного фонду в компанію з працездатним продуктом, клієнтами та планами розвитку. Сума інвестицій значно перевищує отримані раніше, і стартап починає будувати формальну структуру і розширюватися. За раундом «А» можуть слідувати раунди «B», «C» і наступні — вони позначаються буквами латинського алфавіту.

## Приклади стартап-компаній
- Google (була заснована двома студентами Стенфордського університету)
- Apple
- PayPal
- Airbnb
- OpenAI — провідний стартап у галузі штучного інтелекту, флагманський продукт якого — ChatGPT, приваблював близько 500 мільйонів користувачів на тиждень у 2025 році (отримав ще 40 мільярдів доларів фінансування у 2025 році), що оцінило компанію в 300 мільярдів доларів і є найвищим показником серед усіх стартапів у світі[2].

## Стартапи в Україні
Попри нестабільну економічну ситуацію, довготривалу кризу та інші несприятливі для бізнесу фактори, українці розробляють успішні стартапи.
Інноваційність вітчизняних проєктів підтверджується вартістю українських стартапів. Із 2020 по 2022 рік вартість українських стартапів зросла в 3.3 рази і досягла €23.3 млрд.

#### Приклади успішних українських стартапів
- Depositphotos
- Terrasoft
- TemplateMonster
- Grammarly[4]
- Petcube
- Clickky
- Augmented Pixels
- Branto
- Ajax Systems
- AmoMama[5]
- Settle
- Kwambio
- GitLab 9
- Preply
- Coursmos
- IBlazr
- Luciding
- QROK
- Traqli
- Казначей
- DelFast
- Wishround
- Coppertino
- CourseYard
- YouScan
- Poptop.fm[6]

Частина проєктів отримує інвестиції з фондів, частина — фінансується за допомогою краудфандинг-платформ.

### Українські стартапи, відзначені на міжнародних конкурсах
- Photofact — розробка, яка захищає фотографії від підробки;
- Luckfind.me (Online Lost & Found Luckfind.me) — сервіс пошуку втрачених речей;
- InCust — безкарткова програма лояльності для бізнесу;
- Solargaps — розумні жалюзі, що автоматично відстежують положення сонця і генерують електроенергію;
- Technovator — пристрій для дистанційної зарядки смартфонів[7].

## Фінансування українських стартапів
Стартапи регулярно залучають інвестиції від локальних і світових інвесторів. В Україні налічується близько 3000 стартапів. Каталізатором зростання кількості таких компаній є можливість залучити інвестиції від локальних та міжнародних інвесторів.Варто відвідувати економічні спільноти, виставки, форуми. Особливо вигідно звертатися у інвестиційні фонди, які бувають приватними і державними. Найчастіше вони готові інвестувати в бізнес, що вже діє, який планує розширюватися. Нерідко проводять конкурси стартапів – серед робіт вибирають найперспективніші.
Портфель інвестиційного фонду становить в середньому 20 компаній. При цьому фонди готові вкладати від $50 000 до десятків мільйонів — у залежності від стадії проєкту і типу фонду. Більшість фондів (37 %) готові інвестувати від $100 000 до $1 млн. 
На «стадії ідеї» (Pre-seed) готові вкладати кошти 7 фондів з каталогу інвесторів. 16 фондів готові інвестувати в стартапи на Seed-стадії (коли є бізнес-план, прототип продукту, наявність попередніх замовлень), 10 — на раундах A і B (коли у стартапа є готовий продукт, продажі та клієнти), і 7 на стадії зростання продукту
Окрім краудфандинг-платформ та інвестиційних фондів, стартапи також мають можливість залучити грантові та кредітні кошти для розвитку своїх проєктів. Так в Україні є конкурси стартапів з призовим фондом як грантом. Наприклад, за три роки існування конкурсу хардверних стартапів Vernadsky Challenge стартапи-переможці отримали сумарно 5 мільйонів гривень грантового фінансування.
Також в Україні існують конкурси стартапів, в яких стартапи змагаються не за грант, а за інвестиції у свій проєкт. Одним з таких є Sikorsky Challenge, який в 2015 році зміг залучити близько $26 млн інвестицій для проєктів-учасників конкурсу. Є варіант звернення до Українського фонду стартапів, отримання інвестицій на конкурсній основі.